# Вероніка джерельна
Вероніка прибережна, вероніка джерельна (Veronica anagallis-aquatica) — багаторічна трав'яна рослина, вид роду вероніка (Veronica) родини подорожникові (Plantaginaceae).

## Морфологічна характеристика
Кореневище повзуче, товсте. Стебла висотою 10–80 (до 150) см, циліндричні або неясно чотиригранні, порожнисті, прямі, біля основи висхідні, більш-менш гіллясті або прості, голі, іноді вгорі злегка залозисто запушені.
Листки супротивні, сидячі (нижні іноді на дуже коротких черешках), довжиною 2–10 см, шириною 0,5–4 см, яйцеподібні, довгасто-ланцетні або частіше ланцетні до лінійних, іноді зростаються при основі, коротко загострені (іноді тупуваті), цілокраї або пильчато-зубчаті, зазубрені, блискучі, з однією або трьома жилками.
Волоті виходять з пазух верхніх листків, довші від листків, багатоквіткові, утворюють як би волотисте суцвіття; квіти на відхилених під гострим кутом до осі суцвіття квітконіжках, довші від чашечки та лінійних ниткоподібних приквіток, іноді волосисті, при плодах довжиною 4–6 мм. Чашечка глибоко чотирьохроздільна, зубці чашечки зазвичай довші від коробочок, еліптичні, нерівні, гоструваті; Віночок діаметром 4–5 мм, довжиною 2,5–4 мм, від білуватого до брудно-фіолетового, з жовтим кільцем у трубці, частки віночка у 4–5 разів довші від трубки, три лопаті широко яйцеподібні, все тупуваті. Тичинки коротші від віночка, вигнуті, з брудно-фіолетовими пиляками.
Плід — коробочки, голі або залозисті, від округлих до еліптичних, з шириною, що перевищує довжину або майже рівній довжині, з невеликою виїмкою на верхівці або злегка гоструваті, з боків стиснені, довжиною 2–4 мм. Насіння овальне, довжиною 0,25–0,5 мм, з дрібнопористою поверхнею, двоопукле або плоско-опукле.

## Поширення
Вид поширений у Європі, Азії, у Південній та Північній Америці. В Україні зустрічається повсюдно. Росте по берегах струмків, у канавах, біля води.